# Flyttan (Geta, Åland)
Flyttan är en halvö i Åland (Finland). Den ligger i den västra delen av landskapet, 28 km nordväst om huvudstaden Mariehamn.